# Lattoni

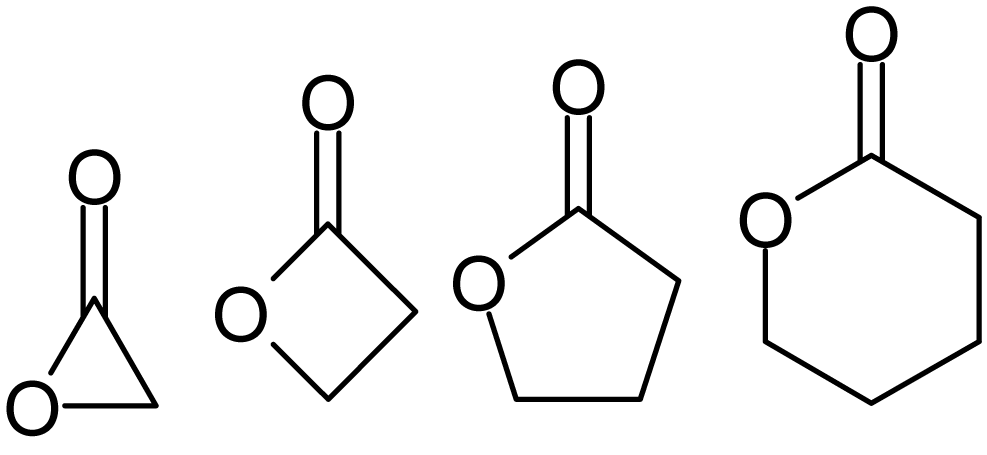
Struttura di α-, β-, γ-, δ-lattoni

I lattoni sono composti chimici la cui struttura è costituita da un estere ciclico all'interno della stessa molecola. Più in dettaglio, sono ottenuti tramite condensazione quando un gruppo funzionale idrossile (alcolico) e uno carbossilico, entrambi presenti nella medesima molecola, reagiscono fra loro, chiudendosi ad anello.
Ad esempio, nel caso del γ-butirrolattone
Nel prefisso dei nomi dei diversi lattoni viene riportata la lettera greca del carbonio che recava il gruppo alcolico che si è condensato con il gruppo carbossilico. In particolare l'α-lattone deriva dalla condensazione dell'acido α-idrossiacetico (glicolico) {\displaystyle {\ce {HO-CH2-CO-OH}}} ed è il più piccolo anello possibile (tre unità, compreso il ponte a ossigeno: l'idrossile del gruppo carbossilico {\displaystyle {\ce {-CO-OH}}} si condensa con l'idrossile sul carbonio α, e il ponte a ossigeno risultante fornisce il terzo vertice dell'anello); anelli con un numero maggiore di atomi di carbonio sono i β-lattoni (anello a 4 unità), γ-lattoni (anello a 5 unità), δ-lattoni (anello a 6 unità), ε-lattoni (anello a 7 unità), e così via.
Alcuni esempi di lattoni sono rappresentati da: γ-butirrolattone (comunemente usato come solvente/precursore chimico), ε-caprolattone (unità monomerica per polimeri), D-Glucono-δ-lattone e il glucuronolattone (additivo alimentare).
I macrolidi sono lattoni macrociclici utilizzati come antibiotici, grazie alla loro proprietà di inibire la sintesi proteica nei batteri. Appartengono a questa classe di farmaci composti quali l'eritromicina, la claritromicina e l'azitromicina.

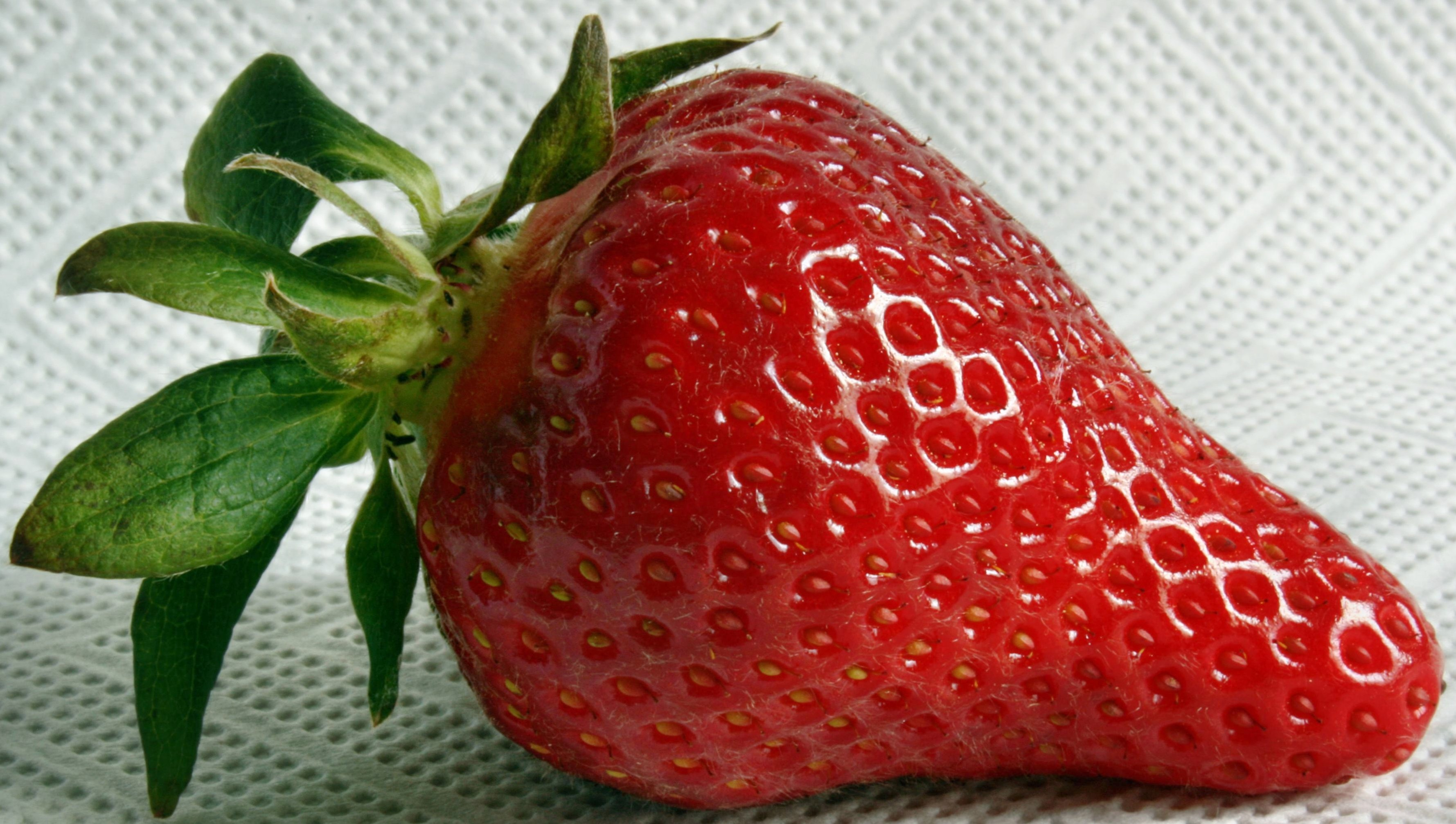
Le fragole contengono lattoni

Un altro lattone usato in terapia è la pilocarpina in soluzione oftalmica o gel. È un agonista muscarinico che agisce nel risolvere il glaucoma. I lattoni si idrolizzano facilmente, ecco perché le soluzioni oftalmiche devono essere usate entro due settimane dall'apertura.